# Fischer S. Gyula
Fischer S. Gyula, teljes nevén Fischer Simon Gyula (Gyönk, 1892. szeptember 10. – ?, 1965. szeptember 30.)[forrás?] dévai ortodox főrabbi.

## Élete
Fischer Imre (1852–1925) gyönki rabbi és Szófer Malvine fia, Fischer Fülöp (1877–1940) sárospataki rabbi fivére. Középiskolai tanulmányait szülővárosa, majd Karcag református gimnáziumában végezte. Ezt követően a pozsonyi rabbiképzőben tanult. 1921 és 1923 között Amerikában, a chicagói Ahavasz Achim hitközség rabbijaként működött. 1924-ben visszajött Magyarországra, majd Romániában a dévai ortodox hitközség főrabbiságát foglalta el. 1939-ben Nairobiba, Kenya fővárosába költözött, hogy betöltse az ott megüresedett rabbi állást.
Házastársa Sréter Gizella volt, Sréter Mózes ecetgyár vezető és Friedmann Amália lánya, akivel 1924. december 9-én Debrecenben kötött házasságot.

## Művei

### Folyóiratcikkek
Felekezeti lapokban publikálta cikkeit.

### Önállóan megjelent munkái
- A világháború erkölcsi hatásai (Pozsony, 1915)